# رود لتکا
رود لتکا (انگلیسی: Letka) یک رودخانه در استان کیروف کشور روسیه است.